# 惠那山隧道

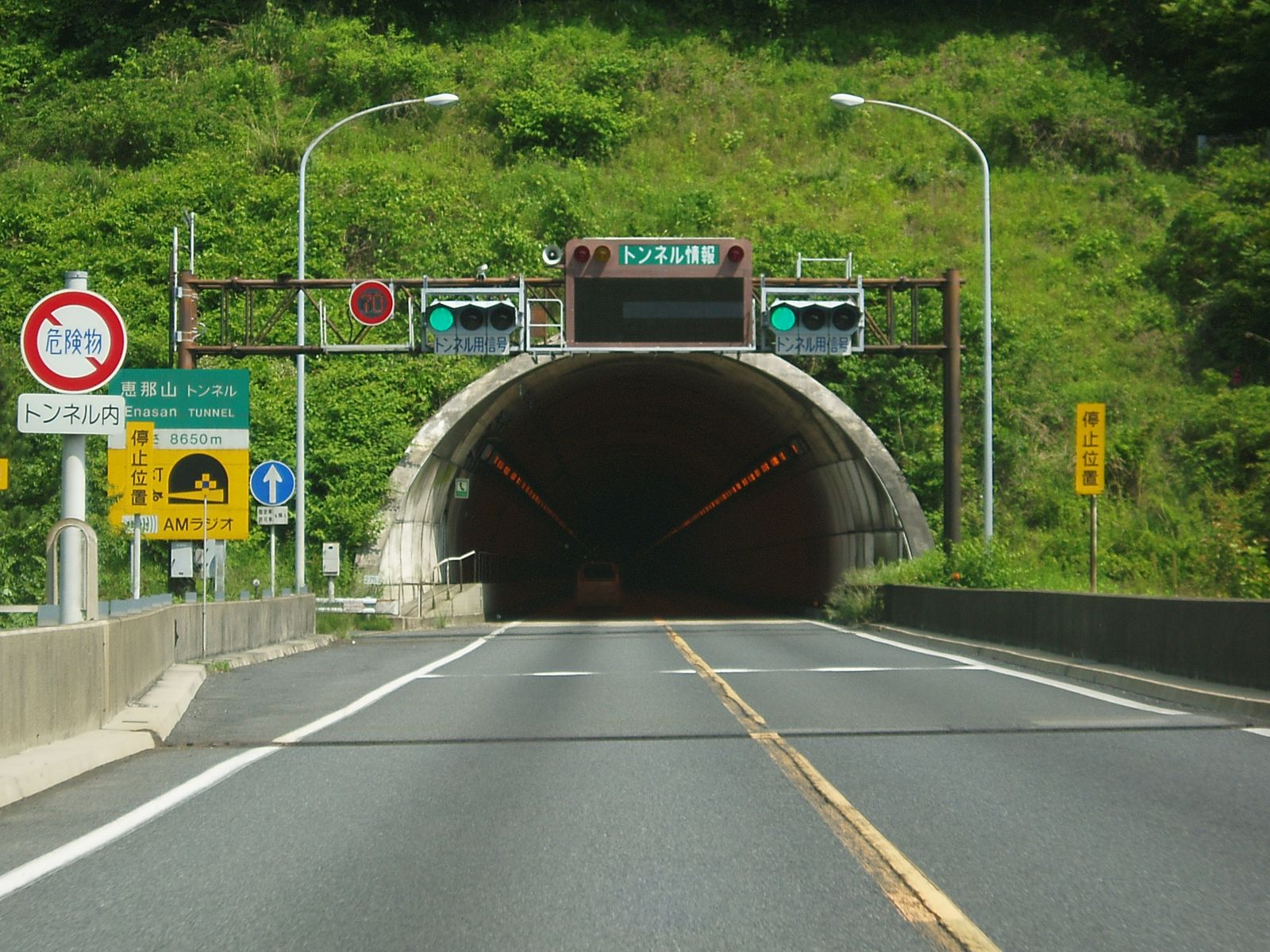
东京一侧隧道口

惠那山隧道（日语：／ Enasan Tonneru）是日本的一座双洞高速公路隧道，位于长野县下伊那郡阿智村和岐阜县中津川市的交界处，承载中央自動車道（E19）穿过木曾山脈的惠那山，上行线长8,649（5.37英里），下行线长8,489（5.27英里）。惠那山隧道的下行线在1975年完工时是日本最长公路隧道，直到1985年3月被通车的上行线隧道超过，同年10月被通车的關越隧道的下行线超过。